# Ben Keith
Bennett Keith Schaeufele (6 de março de 1937 — 26 de julho de 2010), mais conhecido como Ben Keith, foi um músico e produtor musical estadunidense célebre por seu trabalho como guitarrista de pedal steel com Neil Young, com quem manteve uma parceria de quase 40 anos. 
No decorrer de suas mais de quatro décadas de carreira, participou como multiinstrumentista e produtor de projetos de diversos artistas de rock, country e pop, como Bob Dylan e Ringo Starr.
Morreu em julho de 2010 vítima de um infarto, em um rancho na Califórnia pertencente a Neil Young.

## Discografia solo
- To a Wild Rose (1984)
- Seven Gates: A Christmas Album by Ben Keith and Friends (1994)